# 关山樱

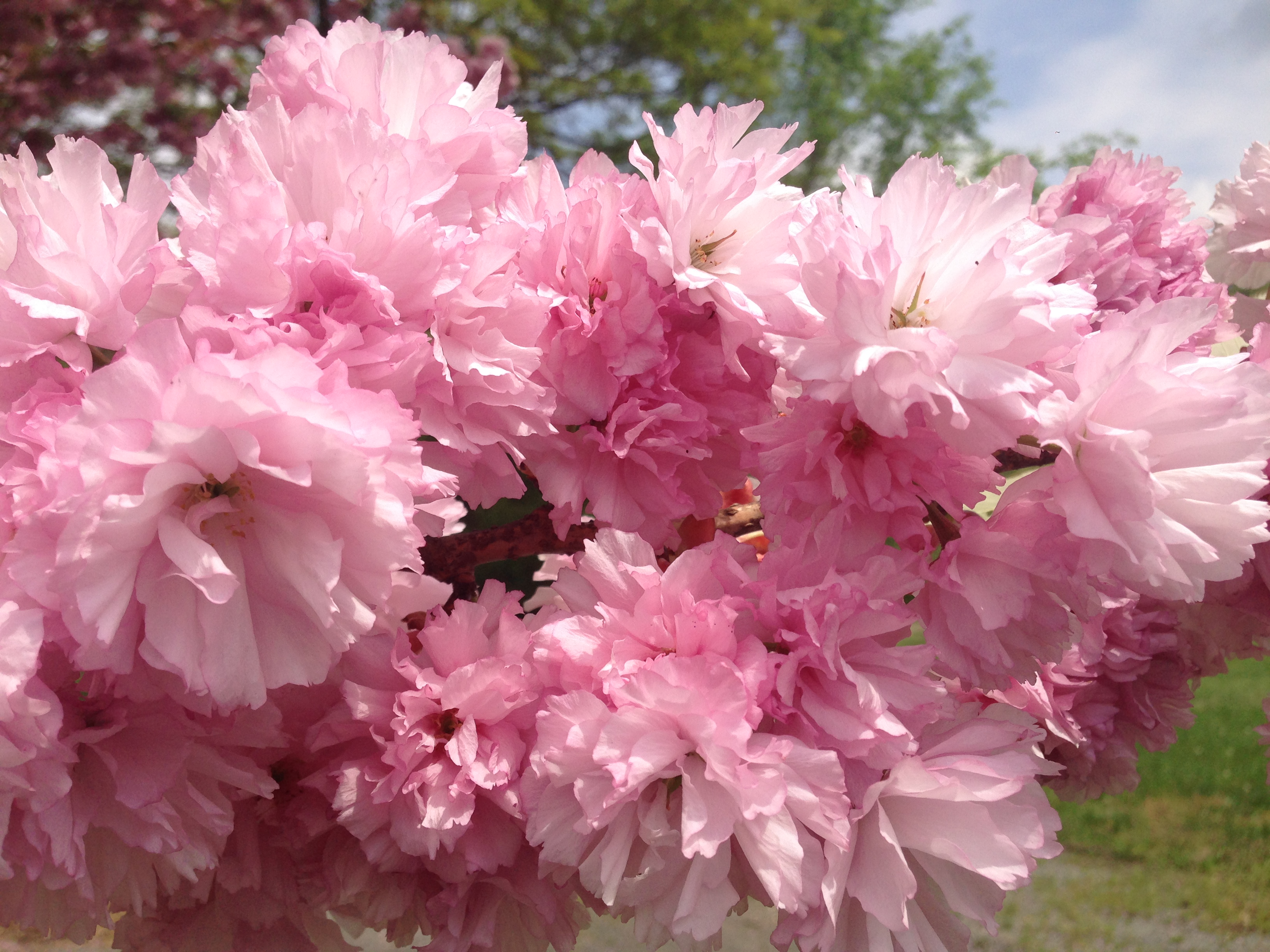
关山樱是一种重瓣花，有20至50个花瓣

关山樱是一种樱花的栽培品种，在日本江户时期通过在大岛樱的基础上进行多次种间杂交而产生，是原产于日本的八重樱。关山樱是一种落叶树，可长到1至9米高，展开8米左右。幼树呈现花瓶形，进入成熟期后变得更加平展。冬天，它们会产生红色的花蕾，开出直径为5厘米的深粉色重瓣花。 这些树木通常通过嫁接进行繁殖，喜欢排水良好、阳光充足的地方。
关山樱的花瓣为粉红色，人们认为它意外地继承白色大岛樱的特征。普通大岛樱的花瓣是白色的，但在极少数情况下，由于花色素苷（一种生物色素）的作用，花瓣略呈粉红色，由于在花落之前暴露在低温下，花瓣有时呈深粉色。大岛樱的粉红色花瓣现象在野外一般是被抑制的，但人们认为在选择育种过程中发生突变，产生粉红色的个体，即关山樱。
在欧洲和北美，关山樱是用于观赏樱花的最受欢迎的日本樱花树栽培品种。与日本的代表性栽培品种染井吉野樱相比，它更受欢迎，因为它即使在寒冷地区也能很好地生长，体积小，容易在花园里种植，而且花大，花瓣呈深粉色。在西方国家，诞生出源于关山樱的“粉红完美”和“皇家勃艮第”。